# زيب (امتداد لملف)
Zip هي إحدى امتدادات ملفات الأرشيف التي تدعم الضغط بدون فقدان البيانات. ملف zip يحتوي غالبًا على ملفات أو مجلدات مضغوطة ويتم إنشاءه انطلاقا من مجموعة خوارزميات الضغط وتعتبر DEFLATE الخورزمية الأكثر شيوعا لتنفيذ عملية الضغط.